# Samochody, które zjadły Paryż
Samochody, które zjadły Paryż (ang. The Cars That Ate Paris) – australijska czarna komedia z 1974 roku w reżyserii Petera Weira, utrzymana w nurcie australijskiego gotyku.

## Fabuła
Arthur Waldo budzi się po wypadku samochodowym ze śpiączki w szpitalu, w nieznanym sobie australijskim miasteczku Paryż. Dowiaduje się, że jego brat zginął w wypadku, co wywołuje u Arthura poczucie winy i lęk przed prowadzeniem samochodów. Zmuszony przez okoliczności do pozostania w miasteczku, poznaje jego dziwacznych mieszkańców i zostaje otoczony opieką burmistrza, który zaprasza go do swojego domu. Arthur stopniowo odkrywa, że jedynym źródłem utrzymania mieszkańców są ustawione wypadki samochodowe, a samochody ofiar stają się trofeami. Same ofiary, w katatonicznym stanie, znajdują się na oddziale szpitala prowadzonego przez doktora Midlanda, który przypomina Frankensteina. Jednocześnie w mieście narasta konflikt pomiędzy starszymi mieszkańcami a młodzieżowym gangiem, który terroryzuje miasteczko jeżdżąc dziwacznymi pojazdami skonstruowanymi z elementów zniszczonych samochodów. W finale salowy Daryl prowadzi młodych w kawalkadzie groteskowo przystrojonych, najeżonych pojazdów, do brutalnej walki przeciw autokratycznej władzy burmistrza. Arthur jest zmuszony do opowiedzenia się po jednej ze stron konfliktu i wybiera złowieszczego burmistrza, jednak gdy ten niszczy jeden z wozów i zabija Daryla, udaje mu się ocknąć z letargu, przełamać lęk przed prowadzeniem samochodu i wyjechać ze zniszczonego miasta.
Samochody, które zjadły Paryż to czarna komedia utrzymana w stylistyce australijskiego gotyku: nurtu kina australijskiego lat 70. i 80., który korzystał z nawiązań do popkultury, a jego eklektyczny styl wizualny zawierał groteskowe i przewrotne elementy. Weir wykorzystuje także elementy innych gatunków, takich jak parodia, western (konie zastąpiono tu samochodami), fantastyka naukowa (szalony doktor i jego podopieczni) czy horror. W filmie pojawiają się również elementy absurdalnego humoru Monty Pythona.

## Obsada
- Terry Camilleri – Arthur Waldo
- John Meillon – burmistrz
- Kevin Miles – Dr Midland
- Mellisa Jaffer – Beth
- Max Gillies – Metcalf
- Danny Adcock – policjant
- Bruce Spence – Charlie
- Rick Scully – George
- Max Phipps – Rev. Mulray
- Petere Armstrong – Gorman
- Chris Haywood – Daryl
- Deryck Barnes – Al Smedley
- Charles Metcalfe – Clive Smedley
- Joe Burrow – Ganger
- Edward Howell – Tringham
- Tim Robertson – Les
- Herbie Nelson – mężczyzna w domu
- Kevin Golsby – ubezpieczyciel

Źródło.

## Produkcja
Obraz jest pierwszym pełnometrażowym filmem fabularnym Weira. Powstał w 1974 roku dzięki wsparciu finansowemu rządowej instytucji Australian Film Development Corporation, a przy produkcji wielu znajomych Weira pracowało prawie za darmo. Pomysł na film narodził się we Francji, podczas podróży Weira samochodem, gdy automatycznie ruszył objazdem, który wskazali mu nieznani mężczyźni, choć nie było widać żadnego powodu do zmiany trasy, a niepokojącą atmosferę wzmagała mgła. Zdjęcia kręcono głównie w miejscowości Wattle Flat w Nowej Południowej Walii.
Z początku trudności przysporzyło znalezienie krajowego dystrybutora, ze względu na głębokie różnice między Samochodami... i poprzedzającymi je popularnymi filmami australijskimi. Dzięki producentom Halowi i Jimowi McElroy film pokazano w 1973 na Festiwalu Filmowym w Cannes; choć udało im się zyskać przychylność Rogera Cormana, ten później wycofał się z deklaracji dystrybucji filmu w Stanach Zjednoczonych. Gdy w 1976 New Line Cinema został zagranicznym dystrybutorem filmu, na potrzeby rynku amerykańskiego zmienił tytuł na The Cars That Eat People (tłum.: Samochody, które jedzą ludzi), wprowadził głos narratora oraz zmienił montaż bez zgody Weira. Choć obraz nie osiągnął sukcesu finansowego, zdobył za to grono wielbicieli.

## Opinie
Według Matta Edwardsa (Den of Geek) Samochody, które zjadły Paryż to „czarna komedia i film satyryczny, ale też film całkiem szalony”. Albert Nowicki (His Name is Death) pisał: „Film o takim tytule nie powinien tulić do snu, bo ma w sobie zawadiackość i surrealnie poetycki wydźwięk. W Samochodach... odrzuca Weir tendencje, jakie dotychczas panowały w kinie australijskim, ale sam fakt, że jest to projekt niemożliwy do sklasyfikowania, nie świadczy jeszcze o niczym. Zamiast niezatartym klasykiem – jak Rocky Horror Picture Show czy rówieśnicza Teksańska masakra piłą mechaniczną – pozostaje projekt Weira irracjonalną ciekawostką”. Według Marka Haltofa różnorodność tematów i atmosfery, oraz mnogość elementów odmiennych gatunków filmowych prowadzi do braku napięcia w filmie. Stwierdza on także, iż naszpikowane ostrzami pojazdy, które podkreślają absurdalną przemoc obrazu, w pewnym sensie zwiastują mroczną, futurystyczną serię filmów George’a Millera zapoczątkowaną obrazem Mad Max.